# У лабіринті мовчання
«У лабіринті мовчання» (нім. Im Labyrinth des Schweigens) — німецький історико-драматичний фільм, написаний та знятий Джуліо Річчіареллі. Він був показаний у секції «Сучасне світове кіно» на міжнародному кінофестивалі у Торонто 2014. Фільм був висунутий Німеччиною на премію «Оскар-2016» у номінації «найкращий фільм іноземною мовою».

## Сюжет
Події відбуваються у 1958 році. Війна закінчилася тринадцять років тому, і Федеративна Республіка Німеччини не тільки відновлюється, але навіть процвітає. Молодий прокурор Йоганн Радманн виявляє відомості, що викривають злочинну діяльність колишнього персоналу концтабору. За підтримки генерального прокурора Фріца Бауера він починає розслідування, в результаті якого на лаві підсудних опинилася ціла команда табірних катів.

## У ролях
- Александер Фелінг — Йоганн Радманн
- Йоганнес Кріш — Саймон Кірш
- Фредеріке Бехт — Марлен
- Гансі Йогман — секретар
- Йоган фон Бюлов — Отто Галлер
- Герт Фосс — Фріц Бауер
- Роберт Хунгер-Бюлер — Вальтер Фрідберг
- Андре Зіманський — Томас Гніелка

## Визнання
| Нагороди та номінації фільму «У лабіринті мовчання» | Нагороди та номінації фільму «У лабіринті мовчання» | Нагороди та номінації фільму «У лабіринті мовчання» | Нагороди та номінації фільму «У лабіринті мовчання» | Нагороди та номінації фільму «У лабіринті мовчання» | Нагороди та номінації фільму «У лабіринті мовчання» |
| Рік                                                 | Нагорода                                            | Категорія                                           | Номінант                                            | Результат                                           |                                                     |
| --------------------------------------------------- | --------------------------------------------------- | --------------------------------------------------- | --------------------------------------------------- | --------------------------------------------------- | --------------------------------------------------- |
| 2014                                                | Європейський кінофестиваль у Лез-Арк                | Приз глядацької аудиторії                           | «У лабіринті мовчання»                              | Перемога                                            |                                                     |
| 2014                                                | Європейський кінофестиваль у Лез-Арк                | Спеціальна згадка журі                              | «У лабіринті мовчання»                              | Перемога                                            |                                                     |
| 2014                                                | Європейський кінофестиваль у Лез-Арк                | «Кришталева стріла»                                 | «У лабіринті мовчання»                              | Номінація                                           |                                                     |
| 2014                                                | Кінофестиваль у Цюриху                              | «Золоте око»                                        | «У лабіринті мовчання»                              | Номінація                                           |                                                     |
| 2015                                                | Кінопремія Баварії                                  | Нагорода за найкращу чоловічу роль                  | Александер Фелінг                                   | Перемога                                            |                                                     |
| 2015                                                | Кінопремія Німеччини                                | Нагорода за найкращий фільм                         | «У лабіринті мовчання»                              | Номінація                                           |                                                     |
| 2015                                                | Кінопремія Німеччини                                | Нагорода за найкращу чоловічу роль другого плану    | Герт Фосс                                           | Номінація                                           |                                                     |
| 2015                                                | Кінопремія Німеччини                                | Нагорода за найкращий сценарій                      | Джуліо Річчіареллі та Елізабет Бартел               | Номінація                                           |                                                     |
| 2015                                                | Кінопремія Німеччини                                | Нагорода за найкращу музику                         | Себастьян Пілль та Нікі Райзер                      | Номінація                                           |                                                     |
| 2015                                                | Кінопремія Німеччини                                | Нагорода за найкращу чоловічу роль                  | Александер Фелінг                                   | Номінація                                           |                                                     |
| 2015                                                | Премія асоціації німецьких кінокритиків             | Нагорода за найкращу чоловічу роль другого плану    | Герт Фосс                                           | Номінація                                           |                                                     |
| 2015                                                | Премія «Юпітер»                                     | Найкращий німецький актор                           | Александер Фелінг                                   | Номінація                                           |                                                     |